# Eldelumab
L'eldelumab (il cui nome tecnico è BMS-936557) è un anticorpo monoclonale umano appartenente al macrogruppo delle IgG1; ha per target il ligando 10 del dominio C-X-C delle chemochine ed è stato sviluppato per il trattamento della malattia di Crohn e della rettocolite ulcerosa.
L'anticorpo è prodotto dalle case farmaceutiche Bristol-Myers Squibb e Medarex.